# Rea (Missouri)
Rea és una població dels Estats Units a l'estat de Missouri. Segons el cens del 2000 tenia 56 habitants.

## Demografia
Segons el cens del 2000, Rea tenia 56 habitants, 24 habitatges, i 16 famílies. La densitat de població era de 180,2 habitants per km².
Dels 24 habitatges en un 33,3% hi vivien nens de menys de 18 anys, en un 66,7% hi vivien parelles casades, en un 0% dones solteres, i en un 29,2% no eren unitats familiars. En el 25% dels habitatges hi vivien persones soles el 8,3% de les quals corresponia a persones de 65 anys o més que vivien soles. El nombre mitjà de persones vivint en cada habitatge era de 2,33 i el nombre mitjà de persones que vivien en cada família era de 2,76.
Per edats la població es repartia de la següent manera: un 23,2% tenia menys de 18 anys, un 1,8% entre 18 i 24, un 35,7% entre 25 i 44, un 26,8% de 45 a 60 i un 12,5% 65 anys o més.
L'edat mediana era de 40 anys. Per cada 100 dones de 18 o més anys hi havia 104,8 homes.
La renda mediana per habitatge era de 31.250 $ i la renda mediana per família de 37.188 $. Els homes tenien una renda mediana de 35.625 $ mentre que les dones 11.667 $. La renda per capita de la població era de 13.639 $. Cap de les famílies i el 4,3% de la població estaven per davall del llindar de pobresa.

## Poblacions més properes
El següent diagrama mostra les poblacions més properes.